# Rick Schmidt
Rodrick Schmidt, detto Rick (Royal, 30 ottobre 1953), è un ex cestista statunitense.

## Carriera
Ha giocato dal 1972 al 1975 alla Università dell'Illinois di Urbana-Champaign. Nel 1974 venne convocato dagli Stati Uniti per i Mondiali 1974: disputò 6 partite, contribuendo alla vittoria della medaglia di bronzo.
Terminata la carriera universitaria, venne selezionato al Draft NBA 1975 dai New Orleans Jazz, al sesto giro con la 91ª scelta assoluta, ma lasciò l'attività cestistica lavorando prima nel settore assicurativo, poi in quello immobiliare.